# مارتین جکاش
مارتین جکاش (انگلیسی: Martin Jakš؛ زادهٔ ۶ سپتامبر ۱۹۸۶) اسکی‌باز صحرانوردی اهل جمهوری چک است.